# Rick van Drongelen
Rick van Drongelen (sinh ngày 20 tháng 9 năm 1998) là trung vệ bóng đá người Hà Lan hiên đang chơi cho Hamburger SV.

## Danh hiệu

### Câu lạc bộ
Sparta Rotterdam
- Eerste Divisie: 2015-16